# Kouroussa (prefektura)
Kouroussa – prefektura we wschodniej części Gwinei, w regionie Kankan. Zajmuje powierzchnię 14 061 km². W 1996 roku liczyła ok. 150 tys. mieszkańców. Siedzibą administracyjną prefektury jest miejscowość Kouroussa.